# Bernardo Benussi
Bernardo Benussi (Rovigno, 10 gennaio 1846 – Trieste, 18 marzo 1929) è stato uno storico italiano.

## Biografia
Nacque a Rovigno, da una storica famiglia del luogo.
Studiò al seminario vescovile di Udine e al ginnasio di Capodistria, prima di iniziare gli studi in legge a Padova nel 1864. Dopo un anno però, volle scegliere l'indirizzo storico-geografico, recandosi prima a Vienna e quindi a Graz: qui ottenne l'abilitazione all'insegnamento e quindi la laurea in filosofia. 
Tornato nel 1869 nella terra natale insegnò per alcuni anni al ginnasio capodistriano, ma dopo il rifiuto dell'autorità austriaca a rinnovargli l'impiego nel 1874 si trasferì a Trieste, dove passerà il resto della sua vita. Nel capoluogo giuliano Benussi insegnò per i primi vent'anni storia e geografia al ginnasio superiore, dopodiché fu preside del liceo femminile fino al 1908. Negli stessi anni fu anche invitato a tenere corsi di filosofia pratica, economia e storia del commercio alla Scuola superiore di commercio di Trieste, uno dei primi embrioni della futura università.
Fu tra gli intellettuali di Trieste e dell'Istria che si impegnarono nell'affermazione del carattere italiano dei loro paesi - all'epoca parte dell'Impero Austro-ungarico - specie verso sloveni e croati. Specializzatosi negli studi storici, Benussi divenne il massimo esponente della storiografia istriana (all'epoca praticamente tutta formata da autori di lingua italiana). Fu tra i fondatori della "Società Istriana di Archeologia e Storia Patria" e socio della "Società Minerva" di Trieste, per le cui riviste pubblicò numerosi saggi di rilievo. Fu anche presidente onorario dell'Università Popolare di Trieste, dal 1909 al 1913. 
Di idee liberali nettamente protese all'irredentismo, non si impegnò tuttavia mai in campo politico.
Morì nel 1929, ormai realizzatosi il sogno della sua vita di vedere l'Istria inclusa nei nuovi confini del Regno d'Italia dopo la Grande Guerra.
In quanto rovignese illustre a lui è intitolata la scuola elementare della sua città - nella gran parte dell'Istria oggi inclusa nella Repubblica di Croazia - gestita dalla esigua comunità italiana rimasta dopo l'esodo.

## Lo storico
È considerato tra i massimi storici istriani del XX secolo. Riscontrò pure una certa fama sia in Italia, specie nel periodo tra le due guerre mondiali (quando l'Istria era territorio italiano), che altrove.

### La sua opera
Lo spessore dell'opera storiografica del Benussi è misurabile attraverso due fattori. Da una parte l'approccio sistematico alle fonti appreso durante gli studi universitari, che assieme all'ottima conoscenza del latino e del greco antico, oltre che del tedesco, ne fece uno dei massimi eruditi istriani del suo periodo. Dall'altra occorre tener presente quello spirito di “difesa nazionale” che, nel solco delle trasformazioni che coinvolsero in prima linea l'Impero Austro-ungarico a partire dalla metà del XIX secolo, si fece largo tra gli italiani dell'Istria tanto verso il governo viennese quanto verso il nascente nazionalismo sloveno e croato.
In questo ambito rientrano tanto i suoi primi saggi sull'Istria nel periodo classico – Saggio di una storia dell'Istria dai primi tempi sino alla dominazione romana (1872) e L'Istria sino ad Augusto (1883) – quanto l'assai minuzioso studio Nel Medioevo. Pagine di storia istriana (1897). Opere che, rispetto alla produzione esistente all'epoca (specie gli scritti di Pietro Kandler), furono per lungo tempo innovative, e in buona parte restano tuttora valide.
Dedicate in particolare alla confutazione delle tesi di storici croati sono analisi tematiche come La liturgia slava nell'Istria (1893).
Di taglio più municipalistico sono altre due sue opere rimaste note: Storia documentata di Rovigno (1888) e soprattutto Pola nelle sue istituzioni municipali (1923-25).

### L'Istria nei suoi due millenni di storia

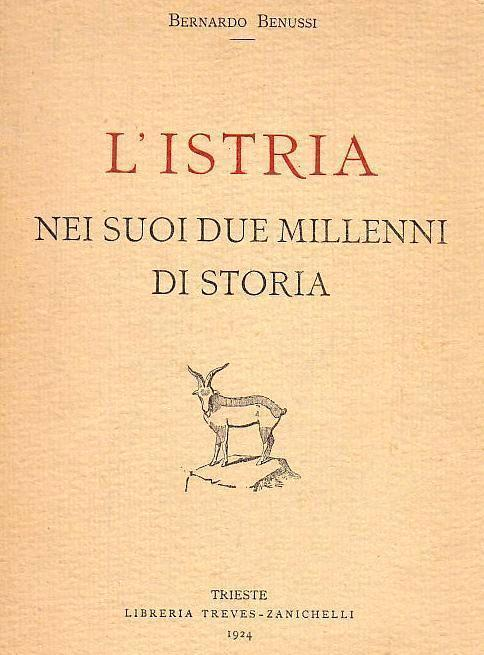
Copertina de L'Istria nei suoi due millenni di storia (Trieste 1924)

Pubblicata nel 1924 a Trieste, è certamente la sua opera principale, e per questo la più conosciuta. Fu il primo tentativo della storiografia contemporanea di realizzare un approccio organico e dettagliato alla storia dell'Istria lungo il corso dei secoli. L'interpretazione di fondo del Benussi è quella della continuità tra periodo romano e bizantino, periodo feudale e comunale e periodo veneziano fino alla completa dominazione austriaca, e quindi alle successive lotte nazionali tra italiani e slavi, il tutto alla luce di una prevalenza storica e culturale del locale elemento neoromanzo/italiano.
L'opera è strutturata in diciassette principali capitoli tematico/cronologici:
- Introduzione. Il suolo e il mare
- I. Epoca preistorica
- II. La conquista Romana
- III. Roma
- IV. Teodorico e gli Ostrogoti
- V. Bizantini e Longobardi
- VI. I Franchi e il feudalesimo
- VII. I Re Italici e i Vescovi
- VIII. Amichevoli rapporti fra Venezia e l'Istria
- IX. Le Dinastie Germaniche ed i Comuni
- X. I Patriarchi di Aquileia
- XI. Il Marchesato, la Contea, Trieste
- XII. L'Istria nei secoli XVI e XVII
- XIII. Nell'ultimo periodo della Repubblica Veneta
- XIV. Cultura
- XV. Prima dominazione Austriaca (a. 1797-1805)
- XVI. Periodo Italo-Francese
- XVII. Seconda dominazione Austriaca

Nel 1997 è stata ristampata in anastatica a cura del Centro di Ricerche Storiche di Rovigno.

## Opere principali di Bernardo Benussi
- L'Istria sino ad Augusto, Trieste 1883 (già pubblicata in Archeografo Triestino, VIII-XI, 1881-1883)
- Manuale di geografia, storia e statistica del Litorale, ossia della contea principesca di Gorizia e Gradisca, della città immediata di Trieste e del Margraviato d'Istria, Pola 1885
- Storia documentata di Rovigno, Trieste 1888 (ristampata insieme con A. Ive, Saggi di dialetto Rovignese, LINT, Trieste 1972)
- [collegamento interrotto] in Atti e Memorie della Società Istriana di Archeologia e Storia Patria (AMSI), IX, 1-2, Parenzo 1893
- Nel Medio Evo. Pagine di storia istriana, Parenzo 1897 (già pubblicata in AMSI, IX-XII, 1893-1897)
- Manuale di geografia, storia e statistica della Regione Giulia, Parenzo 1903
- Pola nelle sue istituzioni municipali dal 1797 al 1918 in AMSI, XXXV, Parenzo 1923
- L'Istria nei suoi due millenni di storia, Trieste 1924 (solo in parte consultabile [collegamento interrotto])
- Pola nelle sue istituzioni municipali sino al 1797, in Miscellanea di storia veneto-tridentina della R. Deputazione Veneta di storia patria, I, Venezia 1925
- L'Istria, la Lega Lombarda e la battaglia di Salvore, in Atti del R. Istituto Veneto di scienze, lettere ed arti, LXXXV, 2, Venezia 1926
- In difesa della memoria di Pietro Kandler, Trieste 1928